# Edmilson (football, février 1976)
Pour les articles homonymes, voir Edmilson.
Edmilson Alves, plus communément appelé Edmilson est un footballeur brésilien né le 17 février 1976.